# Am Strand (Womacka)
Das Ölgemälde Am Strand ist eine der bekanntesten Arbeiten des Malers Walter Womacka. Fälschlicherweise wird es oft auch als „Junges Paar am Strand“ oder „Paar am Strand“ bezeichnet. Es wurde als Kunstdruck, Postkarte und Kunstkalender mehr als drei Millionen Mal reproduziert. Die Briefmarke von 1968 hatte eine Auflage von 12 Millionen Stück.
2009 war eine Reproduktion des Bildes Bestandteil der Mappe 40 Kunst-Werke aus der DDR, die im Verlag Neues Leben erschienen ist. Im Rahmen einer neuen Ostalgiewelle folgte 2010 ein Puzzle im Verlag Bild und Heimat.
Der außerordentliche Erfolg des Bildes ist sowohl auf die Klarheit und „Jugendlichkeit“ des Bildes als auch die aktuelle künstlerische Entwicklung in der DDR zu jener Zeit zurückzuführen. Während viele Maler im Rahmen des Bitterfelder Weges Szenen aus dem Arbeitsleben malten, schuf Walter Womacka ein realistisches Bild zweier Jugendlicher, das nicht nur die Jugend der damaligen Zeit in Ost und West zum Träumen einlud.

## Entstehung
Walter Womacka gibt in seinem Gemälde eine Szene wieder, die er selbst 1960 am Ostseestrand in Loddin gesehen hatte. Er fertigte mehrere Vorstudien an und 1962 schließlich mehrere Ölgemälde. Hierbei standen ihm seine Tochter Uta und sein jüngerer Bruder Rüdiger Modell. Eine Studie aus dem Jahr 1961 (Feder und Pinsel in Schwarz) ist im Besitz der Kunstsammlung Gera.

## Geschichte und Bekanntheit
Der Maler stellte das Bild kurz nach seiner Entstehung auf einer Ausstellung des Berliner Künstlerverbandes aus, wo es bei einigen Kritikern zunächst auf Ablehnung stieß. Landesweit bekannt wurde es, als es die Zeitschrift NBI auf ihrer Titelseite abdruckte. Auf der Fünften Deutschen Kunstausstellung 1962/63 in Dresden wurde es von 63 % der Besucher zum beliebtesten Bild gewählt. In den Folgejahren wurde es als Reproduktion über 3 Millionen Mal u. a. in die USA und nach Frankreich und Belgien  verkauft. Nicht nur in der DDR hatten viele Familien eine auf Hartfaser angebrachte Reproduktion in ihren Wohnungen hängen.
Auf der 19. Tagung des Präsidiums des VBKD wurde in der Erklärung Die V. Deutsche Kunstausstellung und ihre Lehren das Bild besonders hervorgehoben: „Das Bild entspricht in seiner künstlerischen Aussage der lebensbejahenden, optimistischen Grundhaltung des Künstlers, seiner Freude am Schönen in unserem Leben, seinem ständigen Drang, dieses Schöne den Werktätigen immer wieder durch seine Kunst zu entdecken, ästhetisch erlebbar zu machen und mit den ethischen Vorstellungen des sozialistischen Menschen eng zu verknüpfen. Ohne Furcht, von einigen der Schönfärberei bezichtigt zu werden, erhebt Walter Womacka ganz bewußt mit seinem Bild die Schönheit unseres Lebens, die Schönheit unserer heranwachsenden Jugend und ihres inneren Reichtums zum Schönen in der Kunst und kommt dadurch zur ästhetischen Verallgemeinerung der Wahrheit unseres Lebens.“
Das so bekannt gewordene Bild wurde 1963 Walter Ulbricht vom Politbüro des ZK der SED zum 70. Geburtstag geschenkt. Dieser gab es als Leihgabe an die Galerie Neue Meister in Dresden, wo es Jahrzehnte hing und bei einer Umfrage während der Fünften Deutschen Kunstausstellung 1963 auf den ersten Platz der beliebtesten Bilder gewählt wurde. Nach 1990 ging das Bild an das Bundesvermögensamt über. Im Albertinum wurde es nach 1990 abgehängt, weil es als idealisiert, lieblich und ideologisch weichgespült galt, und verschwand im Archiv. Erst 2018 wurde es im Albertinum in der Ausstellung Ostdeutsche Malerei und Skulptur 1949–1990 wieder in Dresden gezeigt. In einer Umfrage, welche Bilder in die Dauerausstellung übernommen werden sollten, belegte Am Strand wiederum den ersten Platz.

## Fassungen
Das Ölbild existiert gleich in mehreren Fassungen. Die erste Fassung ist die im Albertinum gezeigte. Nach dem Ankauf des „Hauptbildes“ durch das ZK erhielt Womacka eine Anfrage des Direktors der Galerie Neue Meister in Dresden, der es gern für seine Galerie ankaufen wollte. Er malte daraufhin eine zweite, fast identische Version des Bildes. Nachdem die Galerie Neue Meister jedoch das Original von Ulbricht als Dauerleihgabe erhielt, behielt Womacka die zweite Version des Bildes und lagerte es Jahrzehnte in seinem Atelier hinter einem Schrank. Die zweite Fassung wurde zu Beginn der 1990er Jahre an den Kunsthändler und Geschäftsmann Wan Chew aus Taiwan verkauft, der es 2007 dem Freundeskreis Walter Womacka mit Sitz in Kölpinsee als Dauerleihgabe überließ, die 2022 als Geschenk umgewandelt wurde.
Eine dritte, aber unsignierte, Fassung befindet sich im Besitz der auf Zypern lebenden Tochter des Künstlers. Eine frühe Fassung wurde 2010 im Rahmen der Ausstellung „Sachsen am Meer“ in der Kunstsammlung Gera gezeigt.
Eine weitere, allerdings deutlich kleinere (60 × 50 cm) und leicht abgewandelte Version in Öl auf Pappe malte Womacke für eine Kurbekanntschaft. Das Gemälde befindet sich in Privatbesitz und wurde 2019 in der Ausstellung Deutsche Heimat in der Galerie Holger John in Dresden gezeigt.

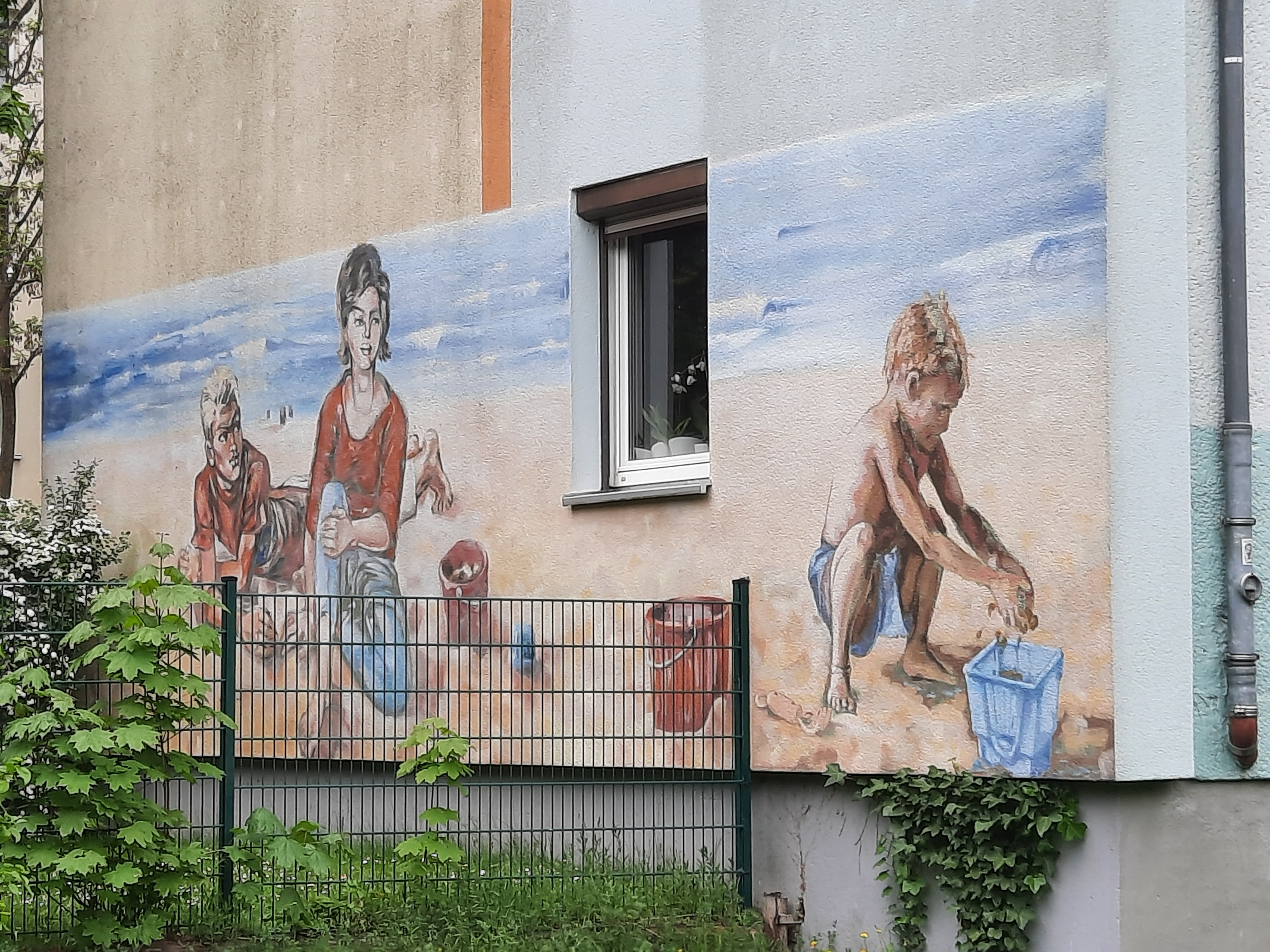
Wandgemälde Am Strand nach Walter Womacka

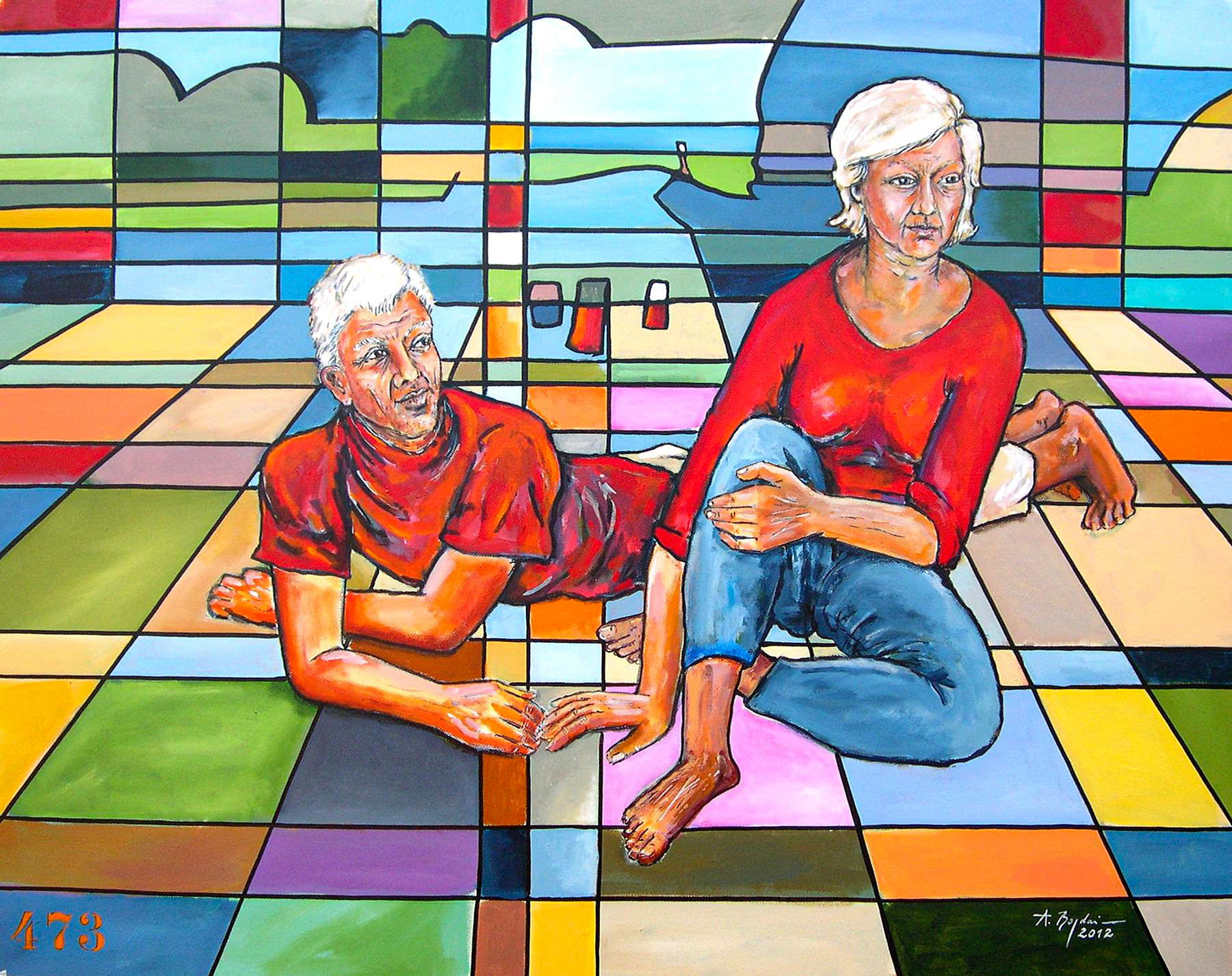
Reminiszenz von Andreas Bogdain

Eine etwas abgewandelte Version des Bildes ist im Berliner Heidekampweg als Wandbild zu sehen. Das Bild ist vom Betrachter aus rechts um ein im Sand spielendes Kind ergänzt, der Blick der Frau ist im Unterschied zum Original auf das Kind gerichtet.
Andreas Bogdain malte als Hommage an Womacka ein gleichnamiges Bild.

## Sonstiges
Ulrich Plenzdorf erwähnte das Bild in seinem Roman Die neuen Leiden des jungen W. Dort wird das Bild neben van Gogh’s Sonnenblumen als Beispiel für die spießerhafte Ausstattung einer bürgerlichen DDR-Wohnung aufgeführt: „Ein echtes Brechmittel, im Ernst.“